# Ubiquist
Een ubiquist (uit het Latijn: ubique, overal) is een plant- of diersoort die in zeer veel uiteenlopende biotopen kan worden aangetroffen; een euryoeke soort. Het tegengestelde is een specialist of stenoeke soort.
Niet iedere veel voorkomende soort is een ubiquist. De grote brandnetel is een in Europa veelvoorkomende soort bijvoorbeeld voornamelijk op zeer voedselrijke plaatsen waar genoeg licht valt; een dergelijk milieu komt zeer veel voor. De grote brandnetel groeit overigens op tal van grondsoorten en daardoor heeft de plant een zeer groot verspreidingsgebied. In deze zin is het een ubiquist. 
Zonnedauw bevindt zich alleen op kale, vochtige en voedselarme plaatsen, het is dan ook een specialist.
Een voorbeeld van een ubiquist is het bezemkruiskruid, dat in Zuid-Afrika zowel in de vlakten als in de bergen voorkomt. Toen deze soort via woltransporten in Europa was beland, koloniseerde het het nieuwe gebied eerst via spoorwegen, waarna het via bedrijventerreinen en autowegen haar weg naar allerlei biotopen heeft gevonden.
Bij de dieren is de koolmees een ubiquist, aangezien deze zowel in naaldbossen als in de bebouwde omgeving voorkomt.
Een aantal bekende vlinders, zoals de meelmot, bruine huismot, witkopmot en de pelsmot, zijn ubiquisten. 